# 克里斯蒂安·蓬斯莱
克里斯蒂安·蓬斯莱（法語：Christian Poncelet，法語發音：[kʁistjɑ̃ pɔ̃slɛ]；1928年3月24日—2020年9月11日），法国政治人物，人民运动联盟成员，曾任法国参议院主席（1998年至2008年）。

## 生平
他早年从事邮电业。1962年12月至1972年8月，担任法国国民议会议员。1967年至1972年，担任国民议会生产和贸易委员会副主席。1972年开始在政府任职，历任社会事务国务秘书（1972年－1973年）、劳动、就业和人口国务秘书（1973年－1974年）、公共事务国务秘书（1974年）、预算事务国务秘书（1974年－1977年）、议会关系国务秘书（1977年）。1977年10月当选法国参议院议员。1979年7月至1980年9月，担任欧洲议会议员。1983年至2001年，担任勒米尔蒙市长。1998年至2008年，担任参议院议长。2020年9月11日在勒米尔蒙逝世。